# Parque Maeda
O Parque Maeda é um complexo turístico localizado em Itu, São Paulo, inaugurado em 6 de janeiro de 1998. Inicialmente concebido como um espaço de pesca esportiva, ele evoluiu para um amplo complexo com várias atrações.
Recebeu seu nome em homenagem à família Maeda, de origem japonesa, e atualmente é administrado por Taneyoshi Maeda. Além de ser um pesqueiro, o parque oferece diversas atividades, incluindo um jardim japonês e um parque aquático, e possui uma capacidade de até 60 mil pessoas.
Além disso, o parque é conhecido por sediar grandes eventos e festivais, consolidando-se como um destino turístico e de lazer no interior de São Paulo.

## Atrações do parque
O Parque Maeda oferece uma variedade de atividades para todos os visitantes.
- Teleférico
- Parque Aquático
- Brinquedos Aquáticos
- Passeio a cavalo
- Playground
- Passeio de trenzinho
- Voo de helicóptero
- Pesca

Além disso, o parque oferece diversas áreas de passeio. Entre elas, você pode visitar um rodízio de morangos, onde uma estufa cheia de mudas permite que você experimente os morangos à vontade. Há também uma área dedicada à jabuticaba, com várias árvores para degustação. Adicionalmente, o parque conta com locais arborizados, onde é possível subir em casas na árvore, visitar um jardim japonês, entre outras opções de visitação.

## Eventos
- Tomorrowland Brasil
- Xxxperience Festival
- Rodeio de Itu
- Queima de fogos de Reveillon
- Campeonato mundial de Bumerangue